# Braziliaans curlingteam (gemengddubbel)
Het Braziliaanse curlingteam vertegenwoordigt Brazilië in internationale curlingwedstrijden.

## Geschiedenis
Brazilië debuteerde op het wereldkampioenschap curling voor gemengddubbele landenteams van 2014 in het Schotse Dumfries. Een succes kon dit toernooi niet genoemd worden: Brazilië eindigde op de 34ste en laatste plek, en kon amper één wedstrijd winnen, tegen Kazachstan. Desalniettemin was dit toch een historische prestatie, aangezien het hier ging om de eerste overwinning van een Braziliaans curlingteam in een internationale curlingcompetitie. Een jaar later was het Braziliaanse team opnieuw present in het Russische Sotsji. Ook ditmaal eindigde Brazilië op de laatste plaats, en won het ook maar één wedstrijd. In 2016 won Brazilië voor het eerst twee wedstrijden, een jaar later drie. In 2018 eindigde het land op de zeventiende plek, de beste prestatie tot op heden. In 2019 eindigde Brazilië als 26ste.

## Brazilië op het wereldkampioenschap
| Jaar | Plaats        | Team                                | WG            | W             | V             | PV            | PT            |
| ---- | ------------- | ----------------------------------- | ------------- | ------------- | ------------- | ------------- | ------------- |
| 2008 | Geen deelname | Geen deelname                       | Geen deelname | Geen deelname | Geen deelname | Geen deelname | Geen deelname |
| 2009 | Geen deelname | Geen deelname                       | Geen deelname | Geen deelname | Geen deelname | Geen deelname | Geen deelname |
| 2010 | Geen deelname | Geen deelname                       | Geen deelname | Geen deelname | Geen deelname | Geen deelname | Geen deelname |
| 2011 | Geen deelname | Geen deelname                       | Geen deelname | Geen deelname | Geen deelname | Geen deelname | Geen deelname |
| 2012 | Geen deelname | Geen deelname                       | Geen deelname | Geen deelname | Geen deelname | Geen deelname | Geen deelname |
| 2013 | Geen deelname | Geen deelname                       | Geen deelname | Geen deelname | Geen deelname | Geen deelname | Geen deelname |
| 2014 | 34            | Aline Lima & Marcelo Mello          | 8             | 1             | 7             | 24            | 87            |
| 2015 | 30            | Aline Lima & Marcelo Mello          | 9             | 1             | 8             | 46            | 78            |
| 2016 | 29            | Aline Lima & Marcelo Mello          | 6             | 2             | 4             | 37            | 45            |
| 2017 | 28            | Marcio Cerquinho & Anne Shibuya     | 7             | 3             | 4             | 51            | 53            |
| 2018 | 17            | Marcio Cerquinho & Aline Gonçalves  | 7             | 3             | 4             | 34            | 44            |
| 2019 | 26            | Luciana Barrella & Marcio Cerquinho | 7             | 3             | 4             | 46            | 48            |
| 2021 | Geen deelname | Geen deelname                       | Geen deelname | Geen deelname | Geen deelname | Geen deelname | Geen deelname |
| 2022 | Geen deelname | Geen deelname                       | Geen deelname | Geen deelname | Geen deelname | Geen deelname | Geen deelname |
| 2023 | Geen deelname | Geen deelname                       | Geen deelname | Geen deelname | Geen deelname | Geen deelname | Geen deelname |
| 2024 | Geen deelname | Geen deelname                       | Geen deelname | Geen deelname | Geen deelname | Geen deelname | Geen deelname |
| 2025 | Geen deelname | Geen deelname                       | Geen deelname | Geen deelname | Geen deelname | Geen deelname | Geen deelname |

Australië · België · Brazilië · Bulgarije · Canada · China · Chinees Taipei · Denemarken · Duitsland · Engeland · Estland · Filipijnen · Finland · Frankrijk · Griekenland · Groot-Brittannië · Guyana · Hongarije · Hongkong · Ierland · India · Israël · Italië · Jamaica · Japan · Kazachstan · Kirgizië · Koeweit · Kosovo · Kroatië · Letland · Litouwen · Luxemburg · Mexico · Mongolië · Nederland · Nieuw-Zeeland · Nigeria · Noorwegen · Oekraïne · Oostenrijk · Polen · Portugal · Puerto Rico · Qatar · Roemenië · Rusland · Saoedi-Arabië · Schotland · Servië · Slovenië · Slowakije · Spanje · Thailand · Tsjechië · Turkije · Verenigde Staten · Wales · Wit-Rusland · Zuid-Korea · Zweden · Zwitserland